# Nhi Sơn
Nhi Sơn là một xã thuộc tỉnh Thanh Hóa, Việt Nam.

## Địa lý
Xã Nhi Sơn nằm ở vùng cao phía tây bắc tỉnh Thanh Hóa, có vị trí địa lý:
- Phía đông giáp xã Trung Lý
- Phía bắc giáp các xã Tam Chung, Mường Lát
- Phía tây giáp xã Pù Nhi
- Phía nam giáp nước Lào.

Xã Nhi Sơn có diện tích tự nhiên 38,67 km², quy mô dân số năm 2024 là 3.514 người, mật độ dân số đạt 91 người/km².

## Lịch sử
Địa bàn của xã Nhi Sơn đến năm 2008 thuộc xã Pù Nhi, huyện Mường Lát.
Ngày 23 tháng 12 năm 2008, Chính phủ ban hành Nghị định số 11/NĐ-CP (có hiệu lực từ ngày 18 tháng 1 năm 2009). Theo đó, tách một phần phía đông của xã Pù Nhi để thành lập xã Nhi Sơn; xã Nhi Sơn có 3.684,61 ha và 2.029 người.
Ngày 16 tháng 6 năm 2025, huyện Mường Lát bị giải thể do bỏ cấp huyện; xã Nhi Sơn chính thức là đơn vị hành chính trực thuộc tỉnh Thanh Hóa từ ngày 1 tháng 7 năm 2025.

## Hành chính
Xã Nhi Sơn có 6 bản: Cặt, Chim, Kéo Hượn, Kéo Té, Lốc Há, Pá Hộc.